# Villa Paccagnella
Villa Paccagnella è una villa veneta di Conegliano, situata in località "Calpena", dove sorge anche Villa Giustinian; è posta sulla sommità nord occidentale dei colli di Monticella di Conegliano, sul cui estremo orientale, in comune di San Vendemiano, sorge Villa Lippomano, l'altra residenza nobile che il Longhena disegnò in quest'area.

## Storia
Villa Paccagnella fu voluta nella seconda metà del XVII secolo dall'omonima famiglia del patriziato veneziano (che ne è ancora oggi proprietaria), perché divenisse la sua residenza estiva nell'entroterra veneto. Si attribuisce il progetto all'architetto Baldassare Longhena, attivo soprattutto a Venezia, dov'è maggiormente noto per capolavori come Ca' Pesaro, Palazzo Zane Collalto o la Basilica di Santa Maria della Salute.
Nel 1766 un pittore lombardo impreziosiva con opere pittoriche le sale della villa: tuttavia l'opera andò perduta durante gli eventi della prima guerra mondiale, quando la villa subì danneggiamenti.
Oggi, restaurata e ricondotta all'aspetto originario, Villa Paccagnella è dimora privata che ospita eventi mondani e ricevimenti.

## Descrizione
Da Villa Paccagnella, grazie alla sua posizione panoramica, si dominano tutta la città e la pianura veneta a sud, verso cui guarda la facciata, i colli (specie i dintorni di Ogliano) e l'arco prealpino a nord. La nobile struttura è inserita in un ampio parco con piscina neoclassica.
L'edificio si compone di un unico stabile tripartito: un corpo centrale più sviluppato in profondità e in altezza e due corpi laterali simmetrici.
Un grande scalone conduce al portico della facciata, aperto da un colonnato, dal quale si accede al portale d'ingresso, in cornice lapidea terminante in un timpano spezzato.
Al piano nobile tre grandi monofore a tutto sesto chiuse da balaustra e inserite tra semicolonne ioniche. Sopra ad esse un grande frontone dentellato con tre statue alle estremità.
I corpi laterali presentano due livelli di monofore, il primo a tutto sesto e il secondo rettangolari; in alto, al di sopra di una cornice dentellata, scorre una balaustra.
Gli interni, di grande eleganza e sobrietà, contengono ancora gli arredi originali. Da Villa Paccagnella si pensa che ci sia un passaggio sotterraneo per collegarla a villa Contarini